# Boula (Mokolo)
Pour les articles homonymes, voir Boula.
Boula est un canton du Cameroun situé dans le département du Mayo-Tsanaga et la Région de l'Extrême-Nord. Il fait partie de la commune de Mokolo.

## Population
En 1965-1966, Boula comptait 525 habitants, principalement des Mofu, des Guiziga et des Peulhs.
Lors du recensement de 2005, on y a dénombré 8 612 personnes.

## Situation administrative
Boula est un chef lieu de canton dans la commune de Mokolo.
En Outre, le canton de Boula est administré par Sa Majesté Hamadou Ousmanou Mamoudou, Chef de deuxième degré (Lamido), et compte seize (16) chefferies de troisième degré (Lawanats) à savoir :
- Bamguel
- Bipario
- Djamboutou
- Djamdoudi
- Dourloum
- Guéléwé
- Kosseyel
- Lamordé
- Mambaria
- Ngafakat
- Sebore
- Tambadjam
- Tchoukol
- Wouro Djaredi
- Zamalao
- Zekio